# Campeonato Carioca
Campeonato Carioca (znane także jako Campeonato Estadual do Rio de Janeiro) – ligowe mistrzostwa stanu Rio de Janeiro, należące do najbardziej prestiżowych rozgrywek piłkarskich w Brazylii.
Pierwszy sezon Campeonato Carioca rozegrany został w 1906 roku, co czyni ligę stanu Rio de Janeiro trzecią najstarszą ligą Brazylii. Starsze są tylko liga stanu São Paulo Campeonato Paulista i liga stanu Bahia Campeonato Baiano.
Rywalizacja między wielkimi klubami, takimi jak Botafogo, CR Flamengo, Fluminense FC i CR Vasco da Gama, była i jest wielką atrakcją ligi stanu Rio de Janeiro.
Najstarsze kluby stanu Rio de Janeiro (América, Botafogo, CR Flamengo, Fluminense FC, São Cristóvão, CR Vasco da Gama) były inspiracją dla nazw wielu nowych klubów, które powstawały na terenie całej Brazylii.

## Historia
Na początku XX wieku wzrosła gwałtownie liczba klubów piłkarskich w Rio de Janeiro i Niterói. Powstały między innymi takie kluby jak Rio Cricket and Athletic Association z Niterói, Fluminense FC w 1902, Bangu Atlético Club, América Football Club, oraz Botafogo Football Club w 1904. Popularność futbolu rosła bardzo szybko, co doprowadziło do pomysłu na zorganizowanie piłkarskiej ligi gromadzącej takie kluby jak Rio Cricket and Athletic Association, Fluminense Football Club, Football and Athletic Club, América Football Club, Bangu Atlético Club, Sport Club Petrópolis oraz Payssandu Cricket Club. W końcu 8 czerwca 1905 roku powstała Liga Metropolitana de Football (w skrócie LMF). Pierwszym prezydentem był członek klubu Bangu José Villas Boas, którego wkrótce zastąpił w grudniu tego samego roku Francis Walter.
Pierwszą edycję Campeonato Carioca rozegrano w 1906 roku, a w rozgrywkach wzięło udział 6 klubów: Fluminense, Botafogo, Bangu, Football and Athletic, Payssandu oraz Rio Cricket. W turnieju nie wziął udziału jeden z założycieli ligi, klub América. Pierwszym mistrzem stanu Rio de Janeiro został klub Fluminense.
Kluby Fluminense, Botafogo, América, Paysandu, Rio Cricket i Riachuelo założyły 29 lutego 1908 roku Liga Metropolitana de Sports Athleticos (w skrócie LMSA), która w tym samym roku zorganizowała Campeonato Carioca, wygrane przez klub Fluminense.
W roku 1911 Botafogo wystąpił z LMSA i założył Associação de Football do Rio de Janeiro (w skrócie AFRJ). Zorganizowana przez nową federację liga określona została mianem Liga Barbante, gdyż jedynym znaczącym klubem tej ligi był Botafogo. W roku 1913 AFRJ została włączona do LMSA.
W 1917 roku wielokrotnie oskarżana o korupcję LMSA zastąpiona została przez Liga Metropolitana de Desportos Terrestres, zwykle znaną jako LMDT. W tym roku mistrzem stanu został klub Fluminense.
Do pierwszego trwałego podziału ligi stanu Rio de Janeiro doszło 1 marca 1924 roku, kiedy to powstała federacja Associação Metropolitana de Esportes Athleticos. AMEA wprowadziła reguły dyskryminujące ludność kolorową oraz członków niższych klas społecznych. Mistrzostwa zorganizowane przez AMEA wygrał klub Fluminense, podczas gdy mistrzostwa LMDT – Vasco da Gama.
Kolejna federacja Liga Carioca de Futebol (w skrócie LCF) powstała 23 stycznia 1933 roku. Natomiast 11 grudnia 1934 roku Botafogo, Vasco, Bangu, São Cristóvão, Andaraí, Olaria, Carioca i Madureira założyły federację Federação Metropolitana de Desportos (czyli FMD), która wcieliła do swoich struktur AMEA.
W roku 1937 rozpoczęła się w Brazylii era futbolu zawodowego. FMD i LCF połączyły się 29 lipca 1937 roku, tworząc Liga de Football do Rio de Janeiro (w skrócie LFRJ). W roku 1941 LFRJ zmienił nazwę na Federação Metropolitana de Futebol (w skrócie FMF). By uczcić zjednoczenie futbolu w stanie Rio de Janeiro rozegrano mecz towarzyski między klubami Vasco da Gama a América. Odtąd mecze z udziałem tych klubów znane są w Brazylii pod nazwą Clássico da Paz (czyli Derby Pokoju).
Ponieważ 21 kwietnia 1960 roku stolicę Brazylii przeniesiono z Rio de Janeiro do miasta Brasília, Federação Metropolitana de Futebol zmieniła nazwę na Federação Carioca de Futebol (w skrócie FCF). Mistrzem stanu w tym roku został klub América.
W lipcu 1974 roku do stanu Rio de Janeiro włączony został stan Guanabara. Federacja byłego stanu Guanabara FCF połączyła się 29 września 1978 roku z dotychczasową federacją stanu Rio de Janeiro Federação Fluminense de Desportos (czyli FFD) tworząc Federação de Futebol do Estado do Rio de Janeiro (w skrócie FERJ).
W roku 1979 rozegrano dodatkowe mistrzostwa Campeonato Carioca, w których wzięły dodatkowo udział kluby prowincjonalne grające w lidze Campeonato Fluminense. Te rozszerzone rozgrywki nazwano Primeiro Campeonato Estadual de Profissionais (czyli Pierwsze Zawodowe Mistrzostwa Stanowe). Turniej ten wygrał klub Flamengo, który zwyciężył także w tradycyjnej lidze.
W roku 1996 rozegrano turniej Taça Cidade Maravilhosa w którym wzięło udział 8 klubów (wszystkie z miasta Rio de Janeiro) – América, Bangu, Botafogo, Flamengo, Fluminense, Madureira, Olaria oraz Vasco da Gama. Mecze rozgrywano systemem każdy z każdym po jednym spotkaniu. Zwycięzcą turnieju został klub Botafogo, a wicemistrzem klub Flamengo, który w tym samym sezonie został mistrzem stanu.

## Format
Obecnie mistrzostwa podzielone są na trzy etapy. W pierwszym etapie rozgrywany jest turniej Taça Guanabara, w drugim etapie turniej Taça Rio, a na koniec zwycięzcy obu turniejów walczą o mistrzostwo stanu Rio de Janeiro.

## Lista mistrzów stanu Rio de Janeiro

### Liczba tytułów
- CR Flamengo 33
- Fluminense FC 31
- CR Vasco da Gama 24
- Botafogo 20
- América 7
- Bangu 2
- Paissandu 1
- São Cristóvão 1